# Sterling (Massachusetts)
Sterling je město v okrese Worcester County ve státě Massachusetts ve Spojených státech amerických. V roce 2010 zde žilo 7 808 obyvatel. S celkovou rozlohou 81,1 km² byla hustota zalidnění 95 obyvatel na km².